# Валлори-Антиб-Уэст
Валлори́-Анти́б-Уэ́ст (фр. Vallauris-Antibes-Ouest, дословно: Валлори́-За́падный Анти́б) — упразднённый кантон во Франции, находится в регионе Прованс — Альпы — Лазурный Берег, департамент Приморские Альпы. Входил в состав округа Грас.
Код INSEE кантона — 0635. До марта 2015 года в состав кантона Валлори-Антиб-Уэст входило 2 коммуны, из них главной коммуной является Валлори.

## Коммуны кантона
| Код INSEE | Коммуна | Почтовый индекс | Население, чел. (1999) |
| --------- | ------- | --------------- | ---------------------- |
| 06004     | Антиб   | 06000           | 15 895                 |
| 06155     | Валлори | 06220           | 25 773                 |

## Население
Население кантона на 2007 год составляло 47 064 человека.
| 1962 | 1968 | 1975 | 1982 | 1990 | 1999   | 2006 | 2007   | 2008 |
| ---- | ---- | ---- | ---- | ---- | ------ | ---- | ------ | ---- |
| —    | —    | —    | —    | —    | 41 668 | —    | 47 064 | —    |

По закону от 17 мая 2013 и декрету от 24 февраля 2014 года количество кантонов в департаменте Приморские Альпы уменьшилось с 52-х до 27-ми. Новое территориальное деление департаментов на кантоны вступило в силу во время выборов 2015 года. После реформы кантон был упразднён. Коммуна Валлори передана в состав вновь созданного кантона Антиб-1 (округ Грас).